# Orthochtha angustata
Orthochtha angustata är en insektsart som först beskrevs av Bolívar, I. 1889.  Orthochtha angustata ingår i släktet Orthochtha och familjen gräshoppor. Inga underarter finns listade i Catalogue of Life.